# Flaxwood
Flaxwood is een Finse producent van elektrische gitaren en onderdelen voor muziekinstrumenten gevestigd in Heinävaara in de regio Noord-Karelië. Het bedrijf werd opgericht in 2005 na een wetenschappelijk onderzoek, geleid door Heikki Koivurova, naar de toepassing van vezelversterkte kunststoffen in de gitaarbouw. Flaxwood ontwikkelde een eerste prototype in 2003 met medewerking van de Finse gitaarbouwer Veijo Rautia. Twee jaar later introduceerde het bedrijf de gitaarmodellen op de markt en bracht in 2011 een reeks van hybride gitaren uit. De kunststofinstrumenten en -onderdelen worden geproduceerd volgens een gepatenteerde werkwijze van spuitgieten.

## Beschrijving

### Materiaal
De body, hals en achterplaat van de gitaren zijn gemaakt van een vezelversterkte thermoplast genoemd flax of Kareline FLX. Het composiet materiaal werd ontwikkeld door een samenwerkingsverband tussen Heikki Koivurova, een industrieel ingenieur uit Joensuu, Kareline, een Fins bedrijf gespecialiseerd in composietmaterialen, en de Universiteit van Joensuu. Het is samengesteld uit enerzijds gerecycleerde sparrenvezels en, anderzijds, een thermoplast die beschreven wordt als biologisch afbreekbaar en recycleerbaar. Tijdens de injectiefase, worden de vezels aangebracht in een vooraf bepaalde richting. In de vaste toestand heeft het materiaal een dichtheid van 1,2 kg/dm³ en is bovendien homogeen en ongevoelig voor vochtigheid en temperatuur.

### Productie
Flaxwood produceert de instrumenten en onderdelen in Heinävaara. Het basisproduct wordt bevoorraad door Kareline en het spuitgietproces wordt uitgevoerd in de fabriek van het bedrijf All-Plast. De onderdelen komen uit de mal met bijna alle openingen, gaten en voegen en worden vervolgens met handgereedschappen geassembleerd en afgewerkt.

## Producten

### Gitaren
Flaxwood produceert momenteel twee soorten gitaren; een basismodel en een hybride model.

#### Basismodellen
Deze modellen hebben ongeveer dezelfde eigenschappen en verscheidene elementenconfiguraties. De bodies zijn semiakoestisch en voorzien van ofwel een vaste brug (Gotoh 510UB of GE-103B) of een Schaller LP tremolobrug. De gelijmd halzen hebben een mensuur van 25,5" en beschikken over 22 medium jumbo frets en een Tune-X Tuning Systemtopkam van 1-11/16". Bijna elke Flaxwood gitaar draagt een Finse naam die overeenkomt met de kenmerken ervan.

#### Hybride modellen
Deze modellen hebben een geschroefde Flaxwoodhals met en een elzenbody. De gitaren zijn beschikbaar in twee configuraties: drie Seymour Duncan SSL-2 enkelspoelelementen of twee humbuckers, namelijk een Seymour Duncan SH-14N en een SH-2N.

### Instrumentonderdelen
Sinds 2011, heeft Flaxwood een reeks onderdelen voor muziekinstrumenten gelanceerd zoals halzen, monteerkits en toetsenborden voor snaarinstrumenten. Sommige bedrijven gebruiken deze onderdelen als de Duitse vioolmaker Mezzo Forte.

## Artiesten
- Les Dudek
- Bugs Henderson
- Phil Palmer
- Dean Parks
- Axel Ritt
- Waddy Wachtel
- Dave Young